# Heryshaf
Heryshaf, hay Hershef ("Người ngự trên hồ nước") là một vị thần trong tôn giáo Ai Cập cổ đại. Người Hy Lạp cổ đại gọi ông là Harsaphes (hoặc Arsaphes) và đồng nhất với vị anh hùng Heracles trong văn hóa của họ. Heryshaf là một vị thần sáng tạo và sinh sản, đồng thời là "Người cai trị các bờ sông", được sinh ra từ vùng nước nguyên thủy.

## Mô tả
Heryshaf được mô tả là một pharaon có cái đầu của loài cừu với cặp sừng dài. Ông thường liên kết sức mạnh với hai vị thần, là Ra và Osiris. Heryshaf đội miện Atef khi kết hợp với Osiris và đĩa mặt trời khi kết hợp với Ra. Heryshaf cũng liên kết với thần Atum.

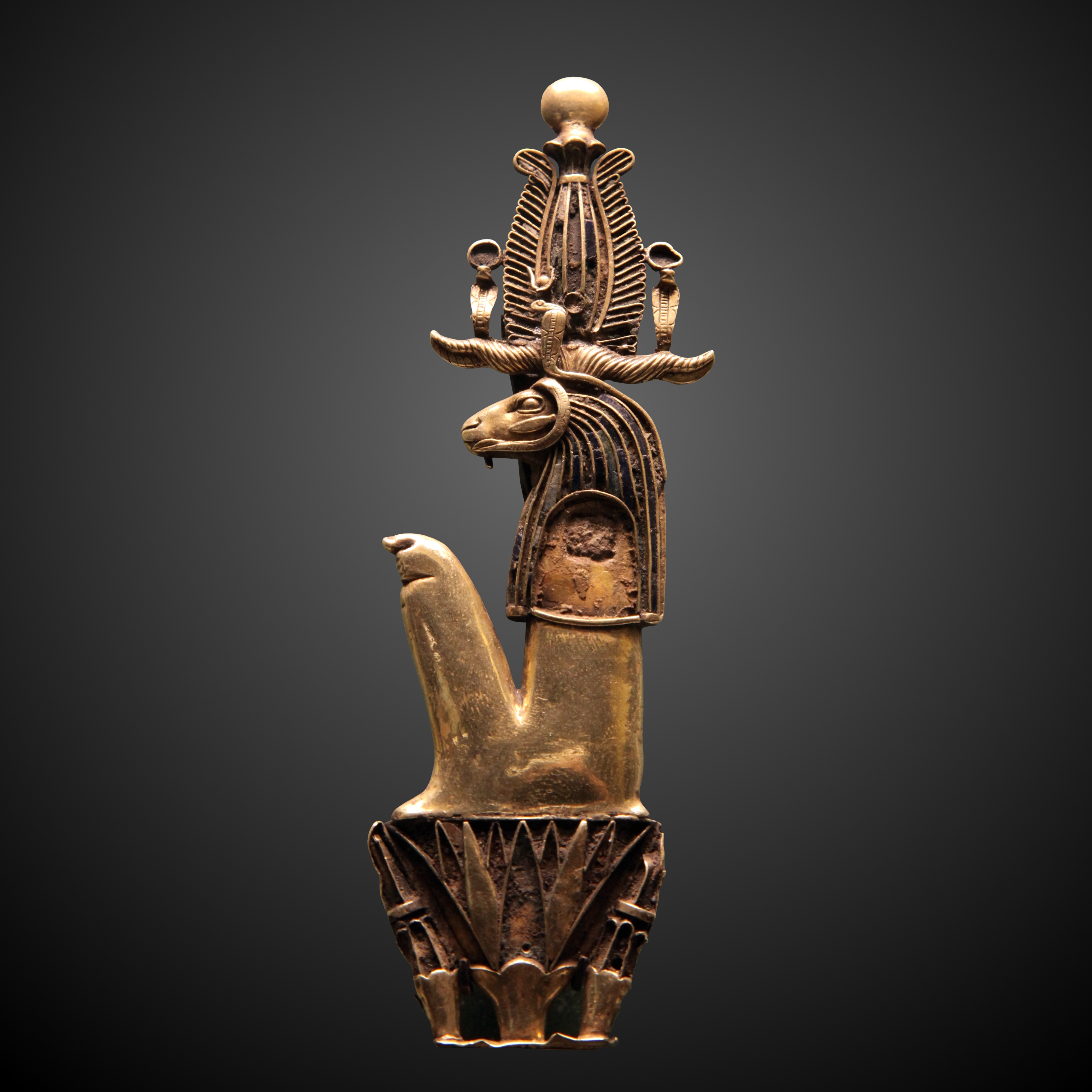
Heryshaf ngồi trên đóa hoa súng

## Sùng bái
Trung tâm thờ cúng của Heryshaf được đặt tại Herakleopolis Magna, một nome (quận) của Thượng Ai Cập. Theo phiến đá Palermo, việc thờ cúng Heryshaf diễn ra ngay từ thời kỳ Vương triều đầu tiên của Ai Cập, nhưng ngôi đền được biết đến sớm nhất dành riêng cho ông tại Herakleopolis có niên đại từ thời Trung Vương quốc. Heryshaf được tôn thờ cực thịnh vào Thời kỳ Chuyển tiếp thứ Nhất.
Nền móng của ngôi đền dưới thời Cổ Vương quốc sau đó không còn. Tuy nhiên, Flinder Petrie tìm thấy tàn tích của một ngôi đền tại Heracleopolis có niên đại từ thời Vương triều thứ 12. Đền thờ Heryshef đã được mở rộng dưới triều Ramesses II, khi nhà vua đã thêm 16 cột đá granit khổng lồ được trang trí bằng hình lá cọ ở trên đầu, vốn được tái sử dụng từ những ngôi đền còn lại, có thể là của vua Djedkare Isesi hoặc Sahure. Yasuoka đoán rằng, con trai thứ tư của Ramesses II, hoàng tử Khaemweset, là người đã chỉ đạo công trình này.
Nimlot C, con trai của pharaon Osorkon II và thứ phi Djedmutesankh, là một trong những Đại tư tế của Heryshaf.